# Copa Korać 1974-75
La Copa Korać 1974-75 fue la cuarta edición de la Copa Korać, competición creada por la FIBA para equipos europeos que no disputaran ni la Copa de Europa ni la Recopa. Participaron 42 equipos, cinco más que en la edición anterior. El ganador fue por tercer año consecutivo el Forst Cantù, que derrotó en esta ocasión en la final a doble vuelta al equipo español del FC Barcelona.

## Equipos participantes
| País                | Nº Equip. | Equipos           | Equipos          | Equipos         | Equipos            | Equipos | Equipos | Equipos | Equipos         |
| ------------------- | --------- | ----------------- | ---------------- | --------------- | ------------------ | ------- | ------- | ------- | --------------- |
| Francia             | 8         | Olympique Antibes | ASVEL            | Caen            | Chorale Mulsant    | Monaco  | Tours   | Vichy   | Denain-Voltaire |
| Grecia              | 4         | YMCA Thessaloniki | Panellinios      | Aris            | PAOK               |         |         |         |                 |
| Italia              | 4         | Innocenti Milano  | Forst Cantù      | Brina Rieti     | IBP Stella Azzurra |         |         |         |                 |
| Bélgica             | 3         | Standard Liège    | Éveil Monceau    | Sunair Oostende |                    |         |         |         |                 |
| Países Bajos        | 3         | Levi's Flamingo's | Donar            | Typsoos Lions   |                    |         |         |         |                 |
| España              | 3         | FC Barcelona      | YMCA España      | Pineda          |                    |         |         |         |                 |
| Alemania Occidental | 3         | 1.FC Bamberg      | USC München      | Wolfenbüttel    |                    |         |         |         |                 |
| Israel              | 2         | Hapoel Gvat/Yagur | Hapoel Ramat Gan |                 |                    |         |         |         |                 |
| Luxemburgo          | 2         | Standard Diekirch | Etzella          |                 |                    |         |         |         |                 |
| Unión Soviética     | 2         | Stroitel          | Dynamo Moscú     |                 |                    |         |         |         |                 |
| Suiza               | 2         | Union Neuchâtel   | Vevey            |                 |                    |         |         |         |                 |
| Yugoslavia          | 2         | Bosna             | Partizan         |                 |                    |         |         |         |                 |
| Bulgaria            | 1         | Levski-Spartak    |                  |                 |                    |         |         |         |                 |
| Portugal            | 1         | Porto             |                  |                 |                    |         |         |         |                 |
| Escocia             | 1         | Paisley           |                  |                 |                    |         |         |         |                 |
| Turquía             | 1         | Galatasaray       |                  |                 |                    |         |         |         |                 |

## Primera ronda
| Equipo 1          | Agr.    | Equipo 2                    | Ida     | Vuelta |
| ----------------- | ------- | --------------------------- | ------- | ------ |
| 1.FC Bamberg      | 160–122 | Standard Diekirch           | 82–56   | 78–66  |
| USC München       | 139–193 | Brina Rieti                 | 86–101  | 53–92  |
| Panellinios       | 135–147 | Sunair Oostende             | 70–68   | 65–79  |
| Union Neuchâtel   | 146–246 | FC Barcelona                | 69–105  | 77–141 |
| YMCA España       | 219–114 | Paisley                     | 123–53  | 96–61  |
| YMCA Thessaloniki | 153-160 | Wolfenbüttel                | 73-69   | 80-91  |
| Etzella           | 146–239 | Nationale-Nederlanden Donar | 78–110  | 68–129 |
| Éveil Monceau     | 156–184 | Levski-Spartak              | 99–108  | 57–76  |
| Hapoel Gvat/Yagur | 148–132 | Galatasaray                 | 84–64   | 64–68  |
| Denain-Voltaire   | 166–143 | Pineda                      | 83–58   | 83–85  |
| Levi's Flamingo's | 192–198 | Monaco                      | 105–107 | 87–91  |
| Vevey             | 165-193 | Partizan                    | 85-91   | 80-102 |
| Typsoos Lions     | 163-201 | Bosna                       | 81-79   | 82-122 |

## Segunda ronda
| Equipo 1                    | Agr.    | Equipo 2           | Ida    | Vuelta  |
| --------------------------- | ------- | ------------------ | ------ | ------- |
| 1.FC Bamberg                | 141–198 | Tours              | 72–77  | 69–121  |
| Standard Liège              | 134–148 | Brina Rieti        | 69–67  | 65–81   |
| Sunair Oostende             | 159–158 | Chorale Mulsant    | 81–79  | 78–79   |
| FC Barcelona                | 171–101 | Porto              | 88–36  | 83–65   |
| Olympique Antibes           | 180–163 | YMCA España        | 106–82 | 74–81   |
| Wolfenbüttel                | 164–181 | Vichy              | 102–86 | 62–95   |
| Nationale-Nederlanden Donar | 154–169 | ASVEL              | 90–82  | 64–87   |
| Levski-Spartak              | 124–120 | Aris               | 60–37  | 64–83   |
| Hapoel Gvat/Yagur           | 130–151 | IBP Stella Azzurra | 59–72  | 71–79   |
| Denain-Voltaire             | 170–174 | Innocenti Milano   | 96–76  | 74–98   |
| Monaco                      | 194–186 | Hapoel Ramat Gan   | 84–74  | 110–112 |
| Partizan                    | 187–169 | Caen               | 100–79 | 87–90   |
| PAOK                        | 150-157 | Bosna              | 77-74  | 73-83   |

Clasificados automáticamente para cuartos de final
- Forst Cantù (defensor del título)
- Dynamo Moscú
- Stroitel

## Cuartos de final
Los cuartos de final se jugaron dividiendo los 16 equipos clasificados en cuatro grupos con un sistema de todos contra todos, en el que cada enfrentamiento de ida y vuelta contaba como un único partido.
|  | El primer clasificado avanza a semifinales |

|    | Equipo        | PJ | Pts | G | P | PF | PC | Dif. |
| -- | ------------- | -- | --- | - | - | -- | -- | ---- |
| 1. | Forst Cantù   | 0  | 0   | 0 | 0 | 0  | 0  | 0    |
| 2. | Vichy*        | 0  | 0   | 0 | 0 | 0  | 0  | 0    |
| 3. | Dynamo Moscú* | 0  | 0   | 0 | 0 | 0  | 0  | 0    |
| 4. | Stroitel*     | 0  | 0   | 0 | 0 | 0  | 0  | 0    |

|    | Equipo           | PJ | Pts | G | P | PF  | PC  | Dif. |
| -- | ---------------- | -- | --- | - | - | --- | --- | ---- |
| 1. | Partizan         | 3  | 5   | 2 | 1 | 568 | 509 | +59  |
| 2. | Innocenti Milano | 3  | 5   | 2 | 1 | 522 | 477 | +45  |
| 3. | Tours            | 3  | 5   | 2 | 1 | 528 | 494 | +34  |
| 4. | Sunair Oostende  | 3  | 3   | 0 | 3 | 440 | 578 | -138 |

|    | Equipo         | PJ | Pts | G | P | PF  | PC  | Dif. |
| -- | -------------- | -- | --- | - | - | --- | --- | ---- |
| 1. | Brina Rieti    | 3  | 6   | 3 | 0 | 480 | 443 | +37  |
| 2. | ASVEL          | 3  | 5   | 2 | 1 | 535 | 483 | +52  |
| 3. | Levski-Spartak | 3  | 4   | 1 | 2 | 480 | 506 | -26  |
| 4. | Monaco         | 3  | 3   | 0 | 3 | 476 | 539 | -63  |

|    | Equipo             | PJ | Pts | G | P | PF  | PC  | Dif. |
| -- | ------------------ | -- | --- | - | - | --- | --- | ---- |
| 1. | FC Barcelona       | 3  | 6   | 3 | 0 | 527 | 473 | +54  |
| 2. | Bosna              | 3  | 5   | 2 | 1 | 491 | 494 | -3   |
| 3. | IBP Stella Azzurra | 3  | 4   | 1 | 2 | 482 | 490 | -8   |
| 4. | Olympique Antibes  | 3  | 3   | 0 | 3 | 510 | 553 | -43  |

## Semifinales
| Equipo 1    | Agr.    | Equipo 2     | Ida    | Vuelta |
| ----------- | ------- | ------------ | ------ | ------ |
| Partizan    | 168–172 | Forst Cantù  | 101–88 | 67–84  |
| Brina Rieti | 126–135 | FC Barcelona | 63–48  | 63-87  |

## Final
| Equipo 1     | Agr.    | Equipo 2    | Ida   | Vuelta |
| ------------ | ------- | ----------- | ----- | ------ |
| FC Barcelona | 154–181 | Forst Cantù | 69–71 | 85–110 |

### Partido de ida
| 18 de marzo de 1975 | FC Barcelona                   | 69–71       | Forst Cantù                   | |  |
|                     | Parciales: 34-42, 35-29        |             |                               | |  |
|                     | Estadísticas Jesús Iradier, 21 | Reporte Pts | Estadísticas Bob Lienhard, 20 | Pabellón: Palau Blaugrana, Barcelona Asistencia: 5.500 espectadores Árbitros: Kostas Dimou (GRE), Lennart Eriksson (SUE) |  |

### Partido de vuelta
| 25 de marzo de 1975 | Forst Cantù                          | 110–85      | FC Barcelona                   | |  |
|                     | Parciales: 63-44, 47-41              |             |                                | |  |
|                     | Estadísticas Pierluigi Marzorati, 27 | Reporte Pts | Estadísticas Jesús Iradier, 23 | Pabellón: Palasport Pianella, Cucciago Asistencia: 5.500 espectadores Árbitros: Artenik Arabadjan (BUL), Willy Bestgen (RFA) |  |

| Campeón de la Copa Korać 1974–75 |
| -------------------------------- |
| Forst Cantù 3.er título          |